# Badesee Grotegaste
Der Badesee Grotegaste (auch Freizeitsee Grotegaste) ist ein Baggersee in Grotegaste, einem Ort in der Gemeinde Westoverledingen, Landkreis Leer, Niedersachsen. 
Er liegt in einem parkähnlichen Naherholungsgebiet und wird zur Hälfte von einem Campingplatz umschlossen. Eine Badezone ist mit Schwimmleinen abgegrenzt.
Der See wird vom Sportfischerverein Westoverledingen e.V. als Angelgewässer genutzt. Bootsangeln ist nicht erlaubt.